# Kudeneules textilfabrik
Kudeneule Oy (Hyvon-Kudeneule Oy) var en strump- och trikåtillverkare som existerade 1951–1975. Bolaget grundades 1951 och flyttade 1955 till Hangö. Fabriksbyggnaden är känd som ett av Viljo Revells verk och ses som ett värdefullt objekt bland efterkrigstidens industriarkitektur i Finland. Verksamheten lades ned 1975.